# 巴格利亞區
36°49′N 3°51′E / 36.817°N 3.850°E

巴格利亞區（阿拉伯语：‎），是阿爾及利亞的行政區，位於該國北部，由布米爾達斯省負責管轄，首府設於巴格利亞，始建於1984年2月7日，面積151.2平方公里，2008年人口43,293，人口密度每平方公里286人。